# Sucești
Sucești – wieś w Rumunii, w okręgu Alba, w gminie Gârda de Sus. W 2011 roku liczyła 53 mieszkańców.